# Evren Tekinoktay
Evren Tekinoktay (født 18. november 1972 i København) er en dansk billedkunstner, som bor i København. I perioden fra 2003 til 2013 drev hun som en del af sit kunstneriske virke også lingerie-butikken Tekinoktay i Indre By i København. I London er Tekinoktay repræsenteret på The Approach Gallery. Hun modtog i 2011 Statens Kunstfonds 3-årige arbejdslegat.

## Uddannelse
- Rietveld Academie, Amsterdam, NL (1993-1997)
- Jan van Eyck Academy, Maastricht, NL (1997-1999)
- Det Kongelige Danske Kunstakademi, DK (1998-1999)

## Nyeste udstillinger
- Bermuda, David Risley Gallery, København (2016)
- Ulalume, The Approach, London, UK (2015)
- Purple Head, Galerist, Istanbul, Tyrkiet; Imo projects, København (2011)
- A slightly pregnant man, The Approach, London, UK (2008)